# CD1
CD1は種々の抗原提示細胞の表面に発現している糖タンパク質、細胞表面抗原の1つである。この分子は1型の主要組織適合抗原 (MHC-1) と深く関連し、T細胞への脂質抗原の提示に関わる。しかしながら、詳しい機能は知られていない。

## 分類
CD1は脂質固着における違いにより、大きく2つのグループに分類できる。
- CD1a、CD1b、CD1c（グループ1 CD1分子）は抗原提示細胞に特異的に発現している[3]。
- CD1d（グループ2 CD1分子）は普遍的に様々な細胞、組織に発現している。

CD1eは中間型であり、細胞内に発現しているが、役割は不確かである。

## ヒトのCD1

### グループ1
このグループのCD1分子は外来性の脂質（特に抗酸菌の細胞壁など）をCD1特異的T細胞に提示することが示されている。

### グループ2
CD1dの自然抗原ははっきりとした特徴を持たないが、海綿から発見された混合物より単離された合成糖脂質であるαガラクトシルセラミドが強い活性を持つ。
CD1dはCD161などのナチュラルキラー細胞マーカーを持つためにナチュラルキラーT細胞（NKT細胞）と名付けられたT細胞の一群を活性化する。NKT細胞はCD1dにより提示される抗原により活性化し、それぞれIFN-γ、IL-4に代表されるTh1系、及びTh2系のサイトカインを迅速に産生する。

### 診断との関連
CD1分子は胸腺皮質の細胞で発現が見られるが、成熟したT細胞はCD1を発現していない。このことはこれらの細胞を起源とする腫瘍細胞でもいえるため、免疫組織化学的診断においてCD1分子の発現を、胸腺細胞やT細胞の前駆細胞に由来する腫瘍の同定に応用することができる。特にCD1aはランゲルハンス細胞の特異的マーカーであり、それ故にランゲルハンス細胞組織球症の診断に用いることができる。また、骨髄性白血病や一部のB細胞リンパ腫でもCD1分子が陽性になりうる。

## ウシ及びマウスのCD1
マウスはグループ1のCD1分子を欠き、代わりに2コピーのCD1dを持つ。このため、マウスは様々な疾患モデルにおけるCD1dとCD1d依存性NKT細胞の役割を調べるために利用されている。
最近の研究でウシがグループ2のCD1を欠き、グループ2 CD1のタイプがヒトより多いことがわかった。この発見と、ウシがウシ型結核菌（Mycobacterium bovis、ヒトにも感染しうる）の自然宿主であることから、ウシでの研究がグループ1 CD1分子の抗原提示に関する知見を得ることにつながると期待されている。